# سانتو دومینگو
سانتو دومینگو پایتخت کشور جمهوری دومینیکن است.

## پیشینه
پیش از رسیدن کریستف کلمب به این ناحیه در سال ۱۴۹۲، سرخ‌پوستان تائینو ساکنان این منطقه بودند. در آن زمان جزیرهٔ هیسپانیولا توسط رؤسای قبیله (کاسیکازگو) اداره می‌شد و به ۵ قسمت بخش شده بود.

## مترو
متروی سانتو دومینگو در سال ۲۰۰۸ تأسیس شده و هم‌اکنون دارای ۲ خط و ۳۰ ایستگاه است.

## نگارخانه

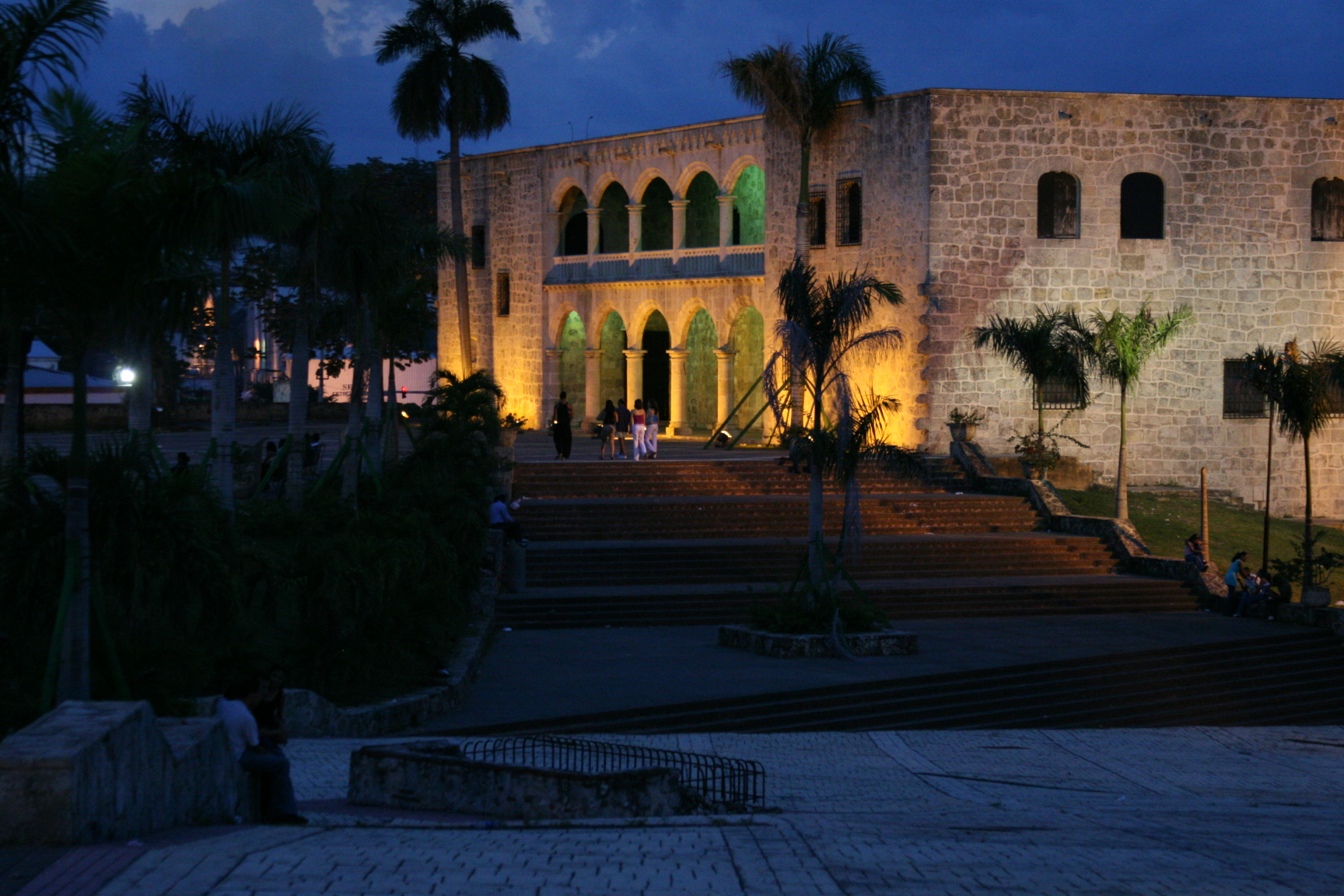